# Triplophysa strauchii strauchii
Triplophysa strauchii strauchii is een ondersoort van de straalvinnige vissen uit de familie van de bermpjes (Nemacheilidae). De wetenschappelijke naam van de soort is voor het eerst geldig gepubliceerd in 1874 door Kessler.